# Barbet

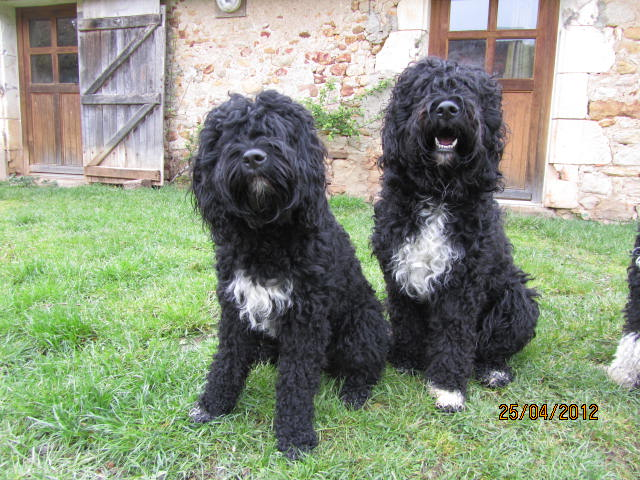
Barbety urodzone we Francji

Barbet – rasa psów myśliwskich, średniej wielkości, przeznaczona do polowania na ptactwo wodne, wyszukuje i wypłasza ptactwo, ukryte w zaroślach i trzcinach, i aportuje strzelone sztuki. Bardzo odporny na zimno, powinien iść do wody bez względu na pogodę. Rasa obecnie rzadko spotykana, zakwalifikowana przez FCI do sekcji 3 grupy VIII. Rasa podlega próbom pracy.

## Rys historyczny
Pierwszy raz nazwa barbet została użyta przez Jacques du Fouilloux w XVI wieku dla określenia psów o obfitej sierści, tworzącej brodę na pysku psa (fr. barbe). Do końca XIX wieku nazwa barbet, określała we Francji grupę psów a nie konkretną rasę. W XIX wieku selekcja i krzyżowanie typu psów określanych jako "barbety", doprowadziła do ostatecznego wykształcenia się wielu ras w tym psów w typie wyżła (fr. griffon) takich jak Gryfon Khortalsa, Gryfon Bouleta czy właśnie barbet. Dość rozpowszechnioną aczkolwiek całkowicie nieuzasadnioną jest teoria o pochodzeniu barbetów od pudli (bądź pudli od barbetów). Ma ona swoje źródło w błędnej interpretacji standardu pudla, który stwierdza, że  "Rasa pochodzi od barbeta, którego wiele cech zachowała aż do teraz.". Wzmianka ta dotyczy barbeta jako typu psa a nie rasy barbet. Standard pudla jest znacznie starszy niż barbeta, ponadto pudel wywodzi się z Niemiec podczas gdy barbet jest rasą francuską. Barbety były krzyżowane z innymi rasami myśliwskimi i pasterskimi m.in. z Berger de Crau, Bouvierem i irlandzkim spanielem wodnym. Blisko spokrewniony z barbetem był gryfon Bouleta obecnie wymarły. Barbet o imieniu Janus był jednym z ośmiu psów, których hrabia Eduard Korthals użył do wyhodowania gryfona Korthalsa.  

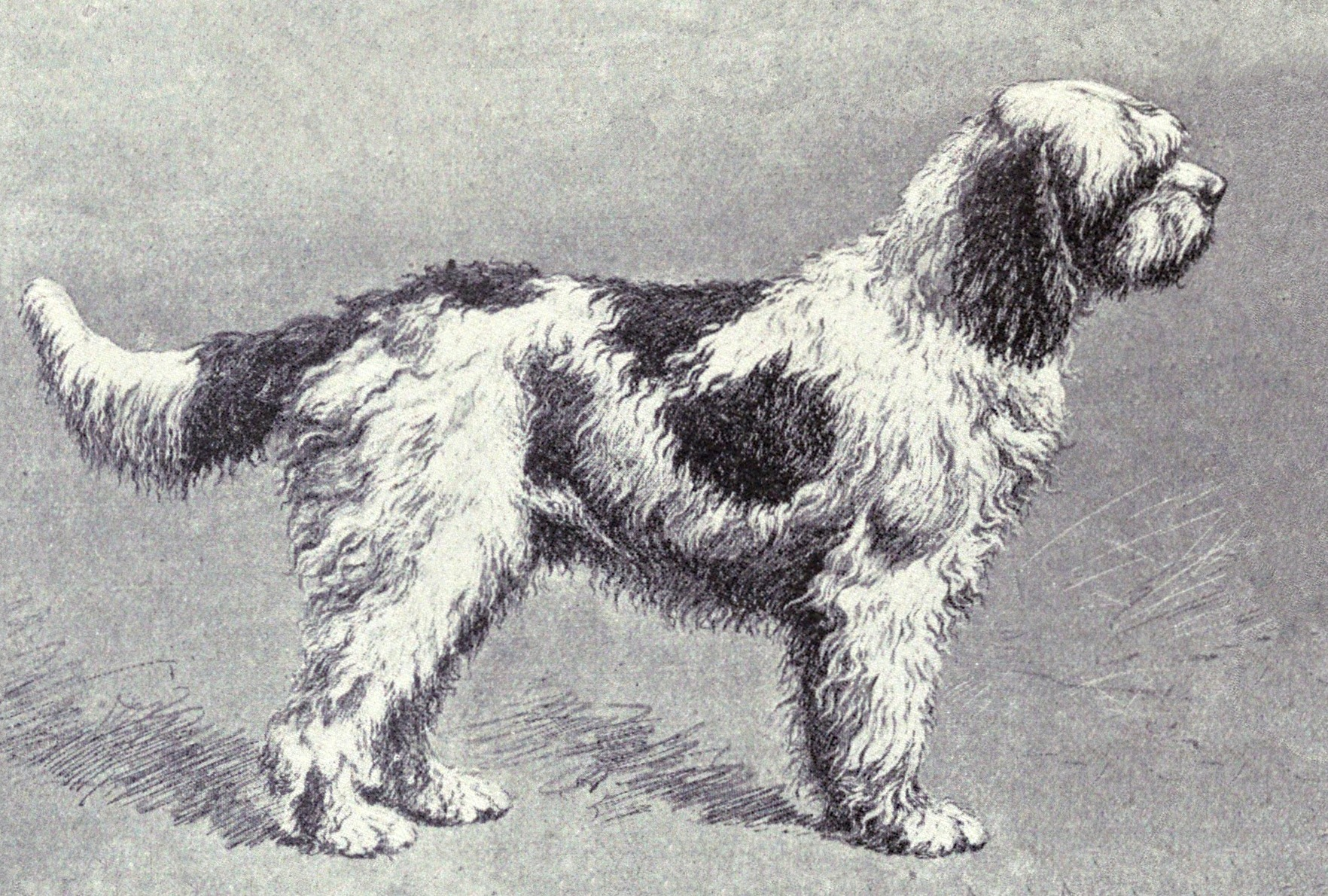
Wizerunek Barbeta z początku XX wieku.

 W 1886 roku powstał pierwszy standard rasy. Za psa wzorcowego posłużył Pilote (ustalał wymiary psa od 45 cm do 55). W 1885 roku pierwsze barbety – Thug i Plock pojawiły się na wystawie w Paryżu, oba psy wystawione były w klasie "wyżłów długowłosych i barbetów". W początkach XX wieku napływ doskonałych użytkowo ras angielskich doprowadził do znacznego spadku liczebności relatywnie młodej i mało rozpowszechnionej rasy.
Po I wojnie światowej istniały tylko dwie hodowle na południu Francji – Floriac w Dordogne prowadzona przez Le Houellera oraz Mas De la Chapelle w Graveson prowadzona przez dr Charles'a Vincenti. Druga wojna światowa przyniosła kres zorganizowanej pracy hodowlanej i zagroziła dalszemu istnieniu rasy. Szczątkowa liczba psów, już nierejestrowanych w Société Centrale Canine, przetrwała na farmach w okolicach Graveson. W latach 50. i 60. ostatnia linia Barbetów żyła na farmie braci Ayme. W roku 1969 pierwszy z tych Barbetów – R'Lucky został zarejestrowany w Société Centrale Canine jako Titre Initial (T.I). Następnie do hodowli były wprowadzane kolejne psy w typie barbeta uzyskujące status Titre Initial. Do początku lat 80. trwał powolny, za to stabilny proces odbudowy rasy. Do 1986 rasa należała do grupy wyżłów i psów gończych. Pod koniec lat 80. do rasy wprowadzono pudle, znacząco zmieniając wygląd i cechy psa. Od tego czasu w rasie występują dwie linie psów, jedna w starym typie i druga w typie pudla.  Inna nazwa rasy to Griffon d’arrêt à Poil Laineux.
Z nazwą tej rasy wiążą się francuskie powiedzenia:
- "crotté comme un Barbet" – być brudnym jak barbet,
- "Suivre quelqu’un comme un Barbet" – podążać za kimś jak barbet,
- "C’est un Barbet!" – to po prostu barbet! (myśliwskie zawołanie po aporcie postrzałki).

## Wygląd ogólny

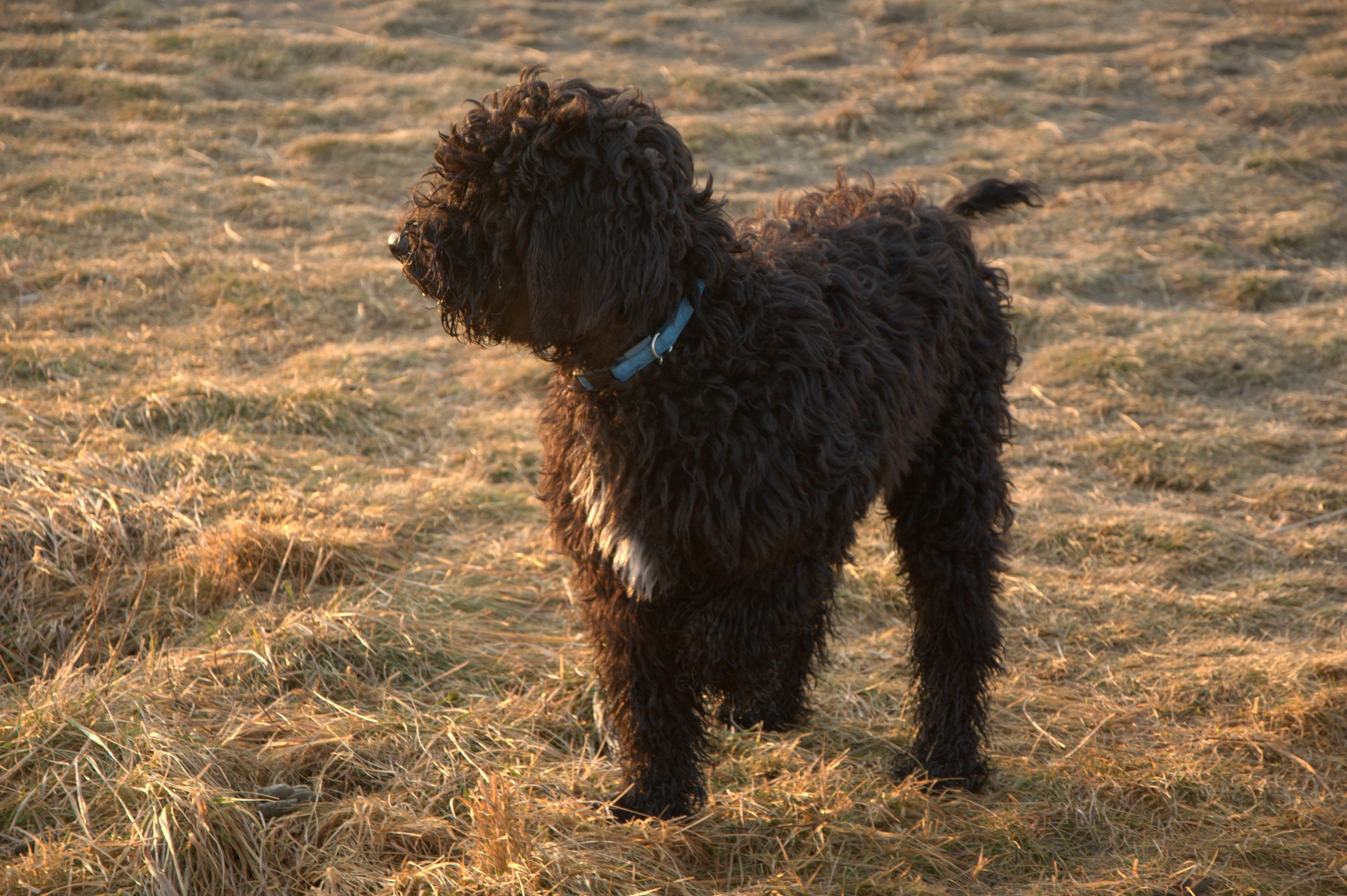
Sześciomiesięczna suka Barbeta.

Barbety są psami średniej wielkości o proporcjonalnej budowie ciała. Charakterystyczną cechą rasy jest kędzierzawa bądź falująca, gęsta i długa sierść (10-15cm), która umożliwia psu pracę w niesprzyjających warunkach. Sierść równomiernie pokrywa całe ciało nadając psu naturalny wygląd, który jest charakterystyczną cechą rasy. Gęsta sierść formuje na pysku psa charakterystyczną brodę od której to rasa wywodzi swoją nazwę. Umaszczenie psów jest czarne, szare (obecnie nie występuje a spotykane współcześnie szare umaszczenie jest efektem postępującego z wiekiem szarzenia na skutek ekspresji locusu g, pochodzącego od pudli) brązowe, płowe, piaskowe lub białe. Pies może mieć łaty dowolnej wielkości w kolorze białym w połączeniu z jakimkolwiek kolorem podstawowym. Odcień powinien być jednakowy na całym ciele. Barbet jest silnym, zwartym i wytrzymałym psem, o szerokiej głowie i głębokiej szerokiej klatce piersiowej.

### Wzorzec rasy według FCI

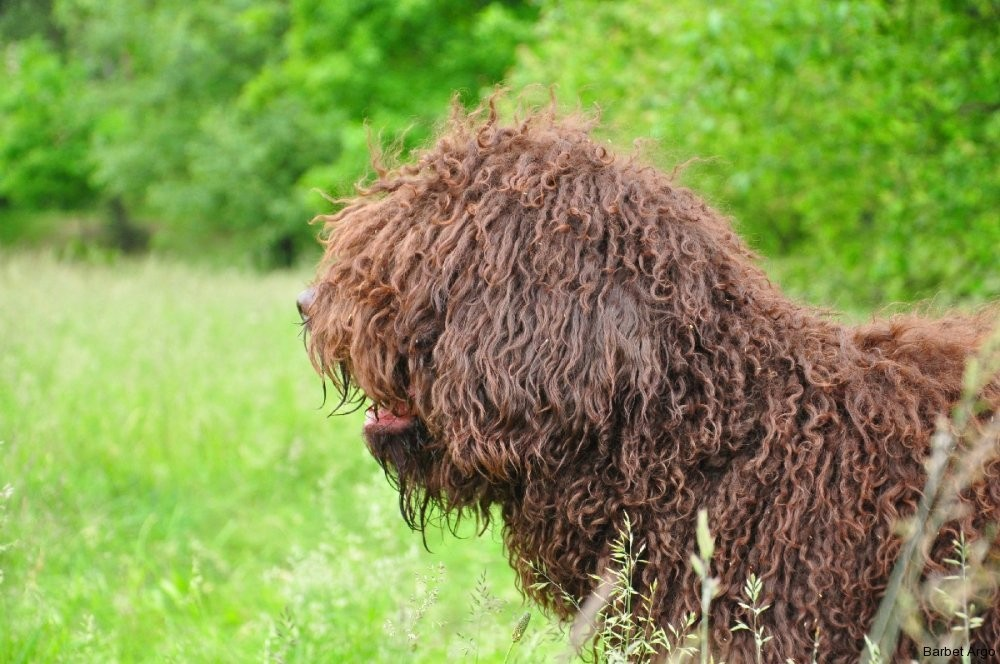
Głowa Barbeta, dobrze widoczne szerokie i długie uszy

- Głowa: Kufa nieco krótsza od czaszki oraz nieco większa długość tułowia od wysokości w kłębie to podstawowe proporcje zaznaczone w standardzie rasy. Włos na głowie podobnie jak na cały ciele ma być długi i obfity, oznacza to, że sierść psa opada na grzbiet nosa, broda jest obfita i długa a na całej długości kufy pies ma wąsy. Czaszka psa powinna być szeroka i zaokrąglona, a stop – wyraźny. Nos psa jest stosunkowo duży o szerokim grzbiecie, czarny lub czekoladowy, w zależności od umaszczenia. Wargi powinny być grube, dobrze pigmentowane zakryte długim włosem, podobnie jak w przypadku nosa dopuszczalny kolor pigmentu i krawędzi warg to czekoladowy bądź czarny. Oczy okrągłe, pożądane ciemnobrązowe. Jedną z charakterystycznych cech rasy są uszy, powinny być one nisko osadzone (linia oczu lub niżej), długie (ułożone wzdłuż kufy wraz z włosem powinny sięgać co najmniej 5 cm poza nos, a małżowina sięga dalej, niż kącik warg), szerokie i płaskie, porośnięte długim włosem.

- Tułów i kończyny: Budowa tułowia oraz kończyn barbeta musi odpowiadać jego charakterystyce użytkowej, czyli pracy w ciężkich warunkach. Grzbiet powinien być mocny i dobrze zaznaczony, nie może być wklęsły. Lędźwie wysklepione, krótkie i mocne. Klatka piersiowa – szeroka i pojemna, sięgająca łokcia. Ogon długi, co pomaga w pływaniu, nisko osadzony z charakterystycznym haczykiem na końcu (ogon noszony ponad linią grzbietu byłby poważną wadą, gdyż zahaczałby o krzewy i gałęzie drzew). Kończyny muszą być mocne i silnie, tak by były w stanie unieść psa np. w sytuacji gdy wychodzi z wody na stromy brzeg niosąc aport, dlatego standard wymagana silnego umięśnienie ramion, przedramion i ud. Śródstopie powinno być pionowe a sama łapa duża, okrągła (by pies nie zapadał się w grząskim gruncie) i mocno owłosiona. Ruch psa jest swobodny, kończyny poruszają się równolegle wobec linii środkowej tułowia. Tylne kończyny dają mocny napęd.

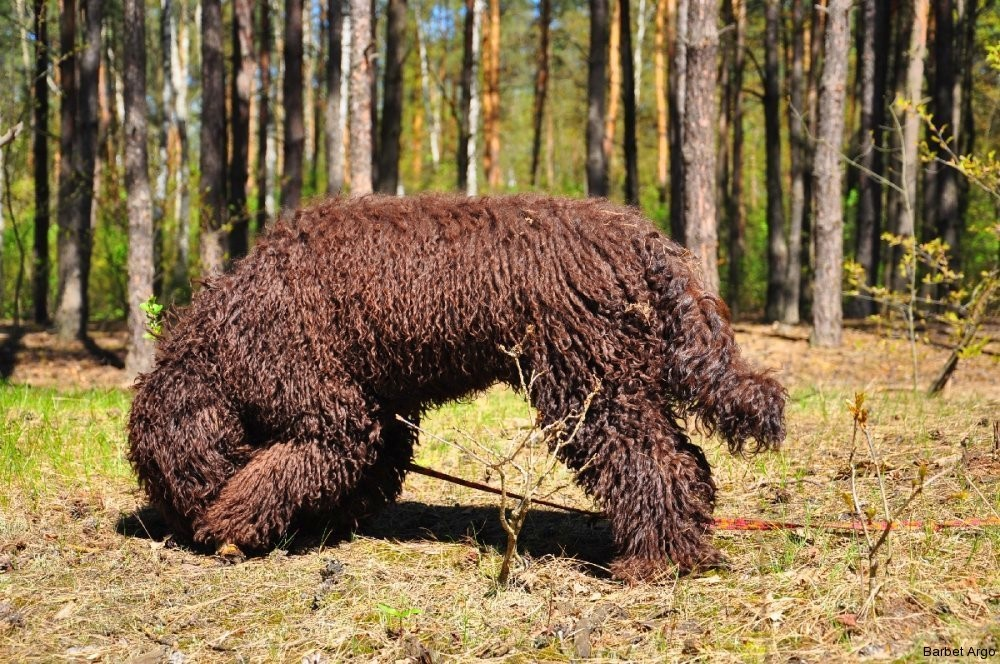
Okrywa Barbeta w naturalnym stanie, ogon nisko osadzony z charakterystycznym haczykiem na końcu

- Szata i skóra: Szata i skóra barbeta pełni przede wszystkim funkcję ochronną, zarówno przed zimnem jak i urazami. Skóra powinna być gruba a sama sierść pokrywająca całe ciało – obfita, długa, wełnista i kędzierzawa (może tworzyć sznury bądź loki). Naturalny wygląd okrywy jest najważniejszą i niezbędną cechą rasy. Modelowanie sierści dopuszczalne jest o tyle, o ile pomaga psu w pracy lub ułatwia codzienne utrzymanie.

- Wady: Standard rasy wymienia kilkanaście podstawowych wad, z czego najpoważniejsza jest agresja lub wyraźna lękliwość, ponadto psy wykazujące wyraźne wady fizyczne i/lub zaburzenia charakteru powinny być dyskwalifikowane.

Polski standard rasy zawiera kilka błędów i nieścisłości w tłumaczeniu mogących mieć wpływ na ocenę psa, w szczególności błędnie został przetłumaczony opis ogona, który powinien brzmieć: „Nieznacznie podniesiony ponad poziom (grzbietu), gdy pies jest w ruchu, osadzony nisko, na końcu wyraźnie zawinięty” zamiast: „Lekko wzniesiony, w ruchu noszony powyżej poziomu grzbietu, nisko osadzony, z haczykiem na końcu”.

## Zachowanie, charakter, użytkowość
Barbet to pies wesoły i pogodny, na co dzień opanowany, w zabawie żywiołowy. Mała szczekliwość w połączeniu z ufnym i pozbawionym agresji charakterem nie czynią z niego dobrego psa stróżującego. Barbet jest psem towarzyskim, przywiązuje się do właściciela. Potrzebuje bliskiego kontaktu z człowiekiem, dobrze sprawdza się w kontaktach z dziećmi jak również z innymi zwierzętami domowymi. Barbety łatwo i szybko się uczą. Pies może mieszkać w bloku jak i w domu z ogrodem, ale potrzebuje ruchu. Duża skłonność do wody wynika z użytkowości tej rasy jako aporterów. Barbety wykorzystywane są do pracy z niewidomymi jak również w charakterze psów terapeutycznych. Barbety mogą brać udział w próbach pracy psów myśliwskich, wyszkolone psy sprawdzają się w charakterze płochaczy i aporterów.

### Wychowanie

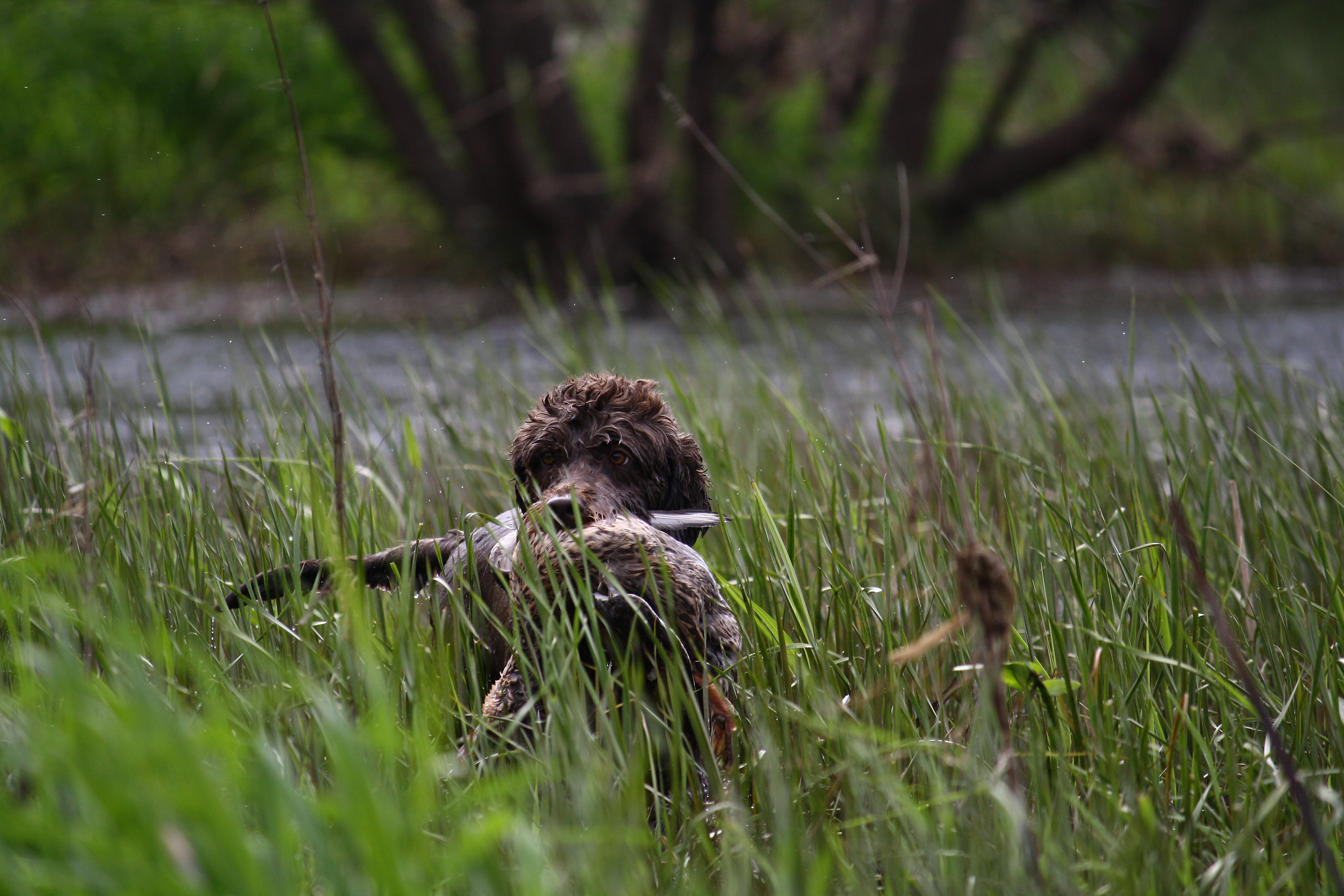
Barbet aportujący postrzałkę

Barbet nie jest psem o dominującym charakterze i nie sprawia problemów wychowawczych. Wymaga jednak zapewnienia mu odpowiedniej dawki wysiłku fizycznego i psychicznego. Łatwy w szkoleniu i inteligentny, może brać udział w takich konkurencjach jak: agility, obedience, dock-diving.

## Żywienie, pielęgnacja i zdrowie
Żywienie barbeta niczym nie odbiega od żywienia innych psów z powodzeniem można stosować karmę jak i BARF. Pielęgnacja ogranicza się do regularnego kontrolowania stanu małżowin usznych, które mają tendencję do zarastania co w połączeniu ze słabą wentylacją ucha i częstymi kąpielami, może prowadzić do powstania stanów zapalnych. Pielęgnacja włosa ogranicza się do niezbyt częstego szczotkowania bądź czesania w przypadku włosa dobrej jakości. Im gorsza jakość włosa (suchy i mocno kręcony) tym więcej czasu i wysiłku kosztuje utrzymanie okrywy w należytym stanie, prowadząc czasem do konieczności regularnego strzyżenia. W upalne dni trzeba zapewnić psu chłodne i zacienione miejsce oraz możliwość kąpieli, za to zimą gruba okrywa powoduje, że pies wytrzymuje niskie temperatury. Psa nie należy golić, gdyż nawet w upalne dni jego sierść stanowi doskonałą izolację i zabezpiecza przed przegrzaniem organizmu.
Nieobowiązkowym w ZKwP badaniem jakie może wykonać hodowca jest prześwietlenie w kierunku dysplazji bioder i łokci, oraz badanie oczu (pojedyncze przypadki entropii). Znane są również bardzo rzadkie przypadki epilepsji, badania nad oznaczeniem genu odpowiedzialnego za chorobę prowadzi obecnie Uniwersytet w Helsinkach. Dobrze prowadzony barbet żyje około 13-15 lat, najdłużej odnotowanym żyjącym psem był UGLI Poppenspäler's, który dożył 18 lat. Poważnym zagrożeniem dla rasy jest niewielka populacja, o wąskiej i mało zróżnicowanej puli genetycznej.

## Dzieje współczesne

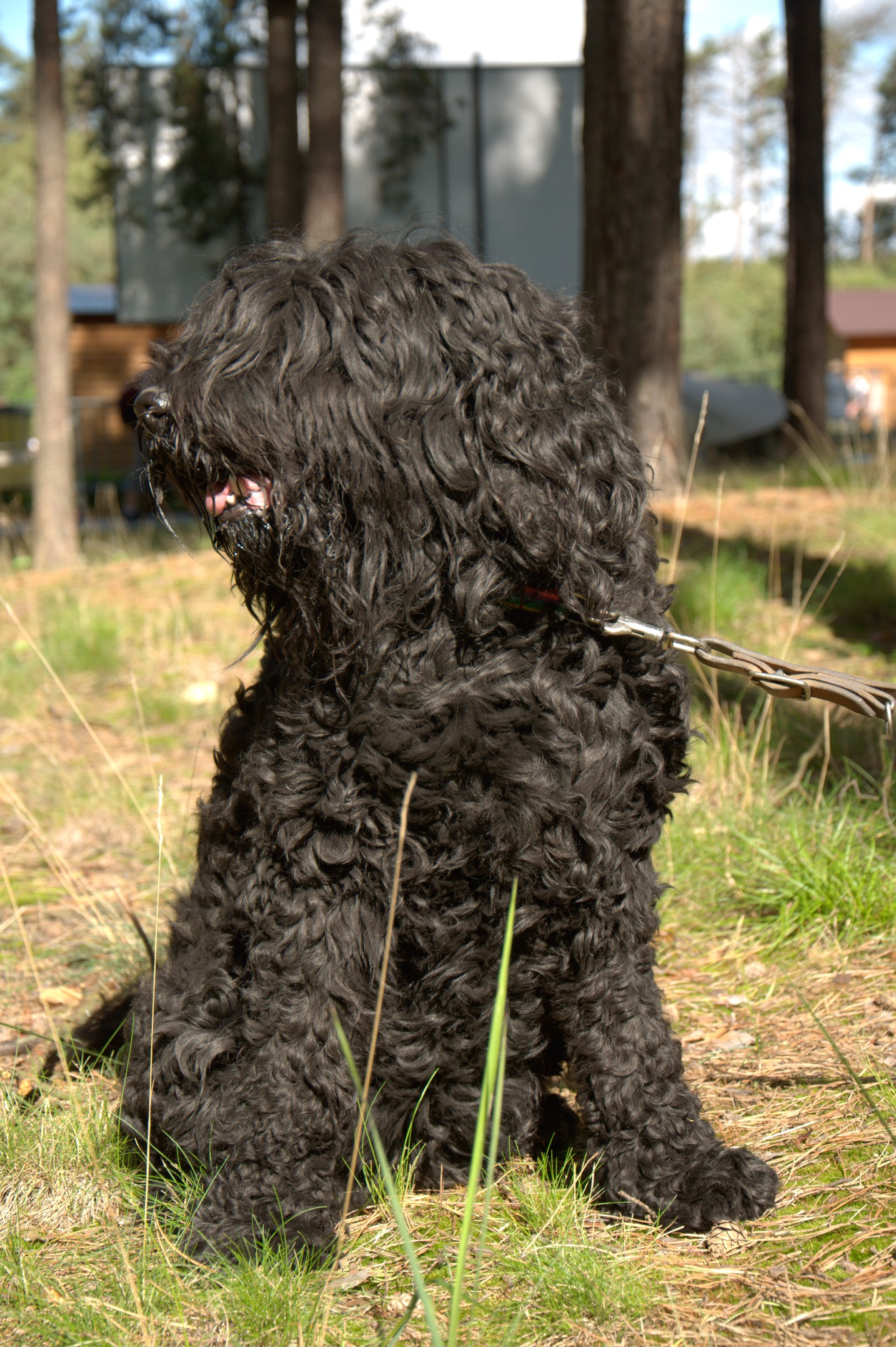
Urodzona we Włoszech Ottavia

Obecnie liczebność rasy wynosi około 3000 psów (w Polsce około 150). Utrzymuje się stabilna roczna liczba urodzeń. Psy żyją w Kanadzie i USA, jak również kilku krajach europejskich w tym w Polsce. Poważnym problem rasy jest nieduża i rozproszona populacja, co niekorzystnie wpływa na różnorodność genetyczną rasy. 4 sierpnia 2012 roku, w Châtel-Guyon odbyło się sympozjum poświęcone rasie, organizowane przez Société centrale canine.
Pierwszym barbetem w Polsce była Ratafia pochodząca z hodowli Poppenspäler's. Pierwszą sukę użytkową i hodowlaną, Championa Polski, sprowadził z Francji Piotr Piotrowski. Była to Ottavia, której matką była Poppenspaler's Verveine a ojcem Febus Brun Des Marecages du Prince. Pierwszy jej miot urodził się 2 czerwca 2006 roku, drugi 5  grudnia 2007 a trzeci 28 listopada 2008. W hodowli pozostała Atta z Górki Podduchownej z pierwszego miotu po Ottavi, która też była Championem Polski, suką użytkową i hodowlaną i wydała na świat cztery mioty. Obecnie jest już kilka hodowli barbetów.